# Neodiplostomum spathoides
Espèce
Neodiplostomum spathoides est une espèce de trématodes de la famille des Diplostomidae et parasite d'oiseaux.

## Hôtes
Neodiplostomum spathoides parasite divers oiseaux, mammifères et reptiles.

## Taxinomie
L'espèce est décrite en 1937 par le zoologiste suisse Georges Dubois.